# Vemo församling
Vemo församling (finska: Vehmaan seurakunta) är en evangelisk-luthersk församling i Vemo, Finland. Församlingen hör till Åbo ärkestift och Nousis prosteri. Kyrkoherde i församlingen är Antero Aaltonen. I slutet av 2021 hade Vemo församling cirka 1 780 medlemmar. Församlingens verksamhet sker i huvudsakligen på finska.
Församlingens huvudkyrka är den medeltida Vemo kyrka.

## Historia
Vemo församling omnämndes som en självständig församling redan år 1331. Från och med 1409 hörde området Lokalax till Vemo som en kapellförsamling. Mellan år 1630 och 1690 var Lokalax en självständig församling, men blev sedan en del av Vemo församling igen. År 1905 blev Lokalax återigen en självständig församling.